# Wappen der Stadt Wernigerode
Das Wappen von Wernigerode ist das offizielle Hoheitszeichen der Stadt Wernigerode in Sachsen-Anhalt.

## Blasonierung
Die Blasonierung wird in §2 Abs. 1 der Hauptsatzung der Stadt geregelt und lautet wie folgt:

„In Silber eine rote Burg mit gezinnter Mauer, einem höheren zweifenstrigen Mittelturm mit Spitzdach und Knauf zwischen zwei einfenstrigen gezinnten Türmen, im kleeblattförmigen Tor mit aufgezogenem Fallgatter eine rote Forelle.“

## Geschichte
Wernigerode führte über Jahrhunderte ein Wappen in Gewohnheitsrecht, ohne dass dieses von einer höheren Behörde je genehmigt wurde. Eine Verleihungsurkunde oder die Erwähnung einer solchen ist archivalisch nicht nachweisbar. Als nach der politischen Wende 1989 die Kommunalaufsicht des Landes Sachsen-Anhalt die Rechtmäßigkeit der wappenführenden Körperschaften prüfte, war die Stadt Wernigerode aufgerufen, ihr Stadtwappen in ein ordentliches Genehmigungsverfahren zu bringen. Das Wappenbild, das nicht vollends den Vorstellungen der Behörde entsprach, musste korrigiert werden.
Die Neugestaltung des Wappens sowie seine wissenschaftliche Dokumentation zwecks Genehmigungsverfahren durch die Landesregierung wurden 1995 an den Magdeburger Heraldiker Jörg Mantzsch in Auftrag gegeben, um im Siegel, gegebenenfalls auf der Flagge der Stadt und im sonstigen Gebrauch ein den Vorgaben des Innenministeriums entsprechendes und offiziell genehmigtes Wappen als Hoheitszeichen des Ortes zu führen.
Die älteste erhaltene Darstellung des Wappens von Wernigerode befindet sich in Form eines Siegels an einer Urkunde aus dem Jahre 1309. Doch ist anzunehmen, dass das Wappen schon kurze Zeit nach der Stadtrechtsverleihung im Siegel der Stadt erscheint. Die Farbgebung (Rot auf Silber bzw. Weiß) taucht im 16. Jahrhundert auf. Das Fallgatter im oberen Dreipassbogen erscheint erstmals in einem Stadtsiegel von 1610.
Die Burg ist nicht das Abbild des Schlosses, sondern versinnbildlicht die Wehrhaftigkeit der Stadt. Die heute im Wappen geführte Forelle ist dem Wappen der Grafen von Wernigerode entlehnt.
Johann Siebmacher definierte den Fisch im Siegel von Wernigerode als „Fisch, der allgemeinhin als Forelle angesprochen wird“. Das will heißen, dass im Hinblick auf die in der Region bodenständige Forelle der Wappenfisch schon vor 400 Jahren als solche interpretiert wurde.
Der Heraldiker Otto Hupp hat Ende des 19. und Anfang des 20. Jahrhunderts Recherchen und Forschungen zu den Wappen und Siegeln zahlreicher mitteldeutscher Orte durchgeführt. Wie aus seinen Forschungen ersichtlich ist, wurde in der Blasonierung des Wappens eine Forelle genannt.
Es war Beschluss der Stadt Wernigerode, das Stadtwappen nach den Vorgaben des Innenministeriums von Sachsen-Anhalt zu gestalten. Das wurde mit dem jetzt geführten Wappen in Abstimmung mit dem Landeshauptarchiv Sachsen-Anhalt als Fachbereich und Gutachterstelle des Innenministeriums der Landesregierung vom Heraldiker Jörg Mantzsch getan. Mit der klaren Konturierung des Fisches, insbesondere der Hinzufügung der Fettflosse, sollte der angebliche Fisch eindeutig als Forelle erkennbar sein. 
Folgende Veränderungen gegenüber dem bis dahin benutzten Wappen wurden bei der Neugestaltung durchgeführt:
- Die Mauer mit Türmen wurde verbreitert.
- Die Burg wurde nicht schwebend dargestellt, sondern wächst aus dem Schild, d. h. berührt seitlich den Schild.
- Die Zinnentürme haben überragende Zinnen und je einen Durchbruch erhalten.
- Alle Durchbrüche sind silbern.
- Die Forelle ist nach naturalistischen Anforderungen gattungstypisch konturiert.
- Das kleeblattförmige Tor ist gesenkt. Dazu wurde der Radius der äußeren Bögen vergrößert.
- Im Gegensatz zu früheren Darstellungen wurde das Dach des Mittelturmes als spitz belassen.

Die traditionellen Farben Rot-Weiß wurden beibehalten.

## Flagge und Dienstsiegel
Die Flagge ist längsgestreift und in den Stadtfarben Rot-Weiß gehalten und mit dem Stadtwappen belegt. Das Dienstsiegel ist mit der Umschrift „Stadt Wernigerode“ umgeben.

## Historische Siegel der Grafen von Wernigerode

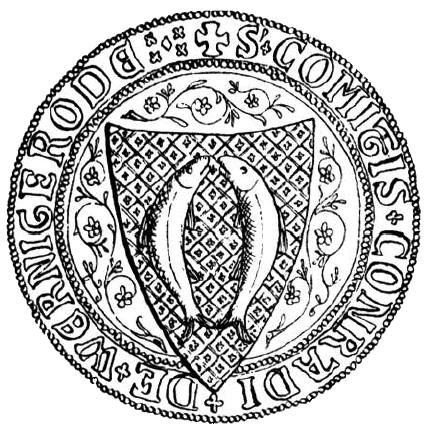
Conrad von Wernigerode 1279
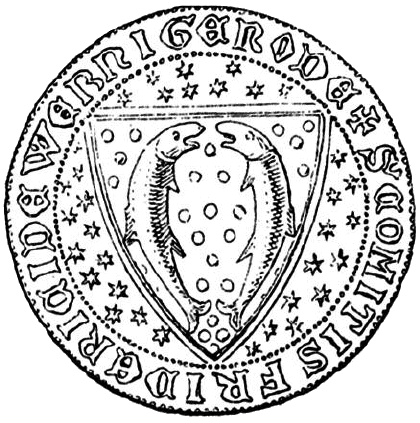
Friedrich von Wernigerode 1293
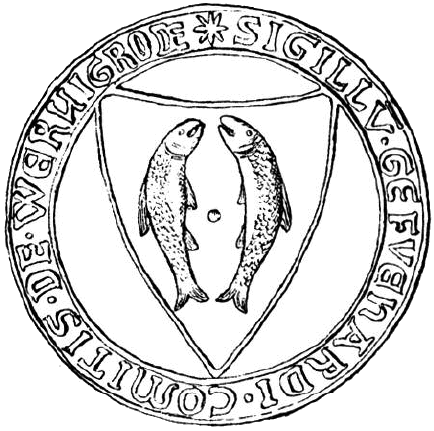
Gebhard von Wernigerode 1320
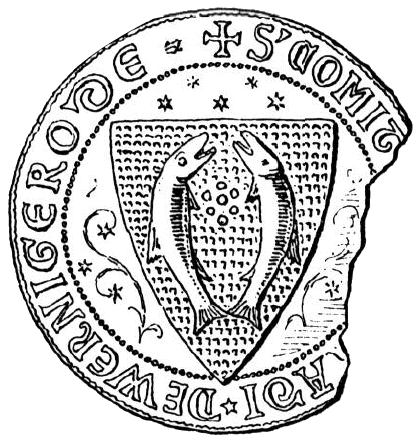
Walther von Wernigerode 1352
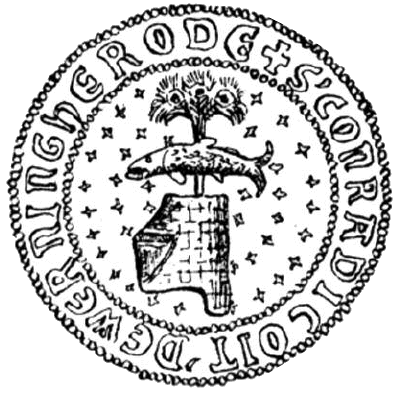
Dietrich von Wernigerode 1370
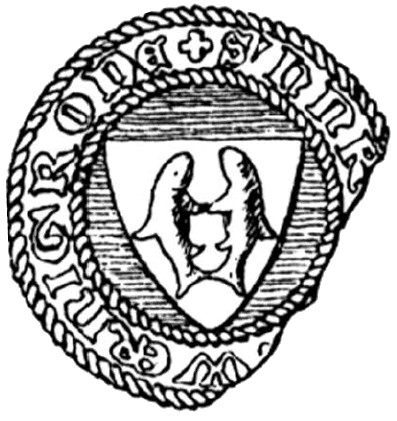
Heinrich von Wernigerode 1375
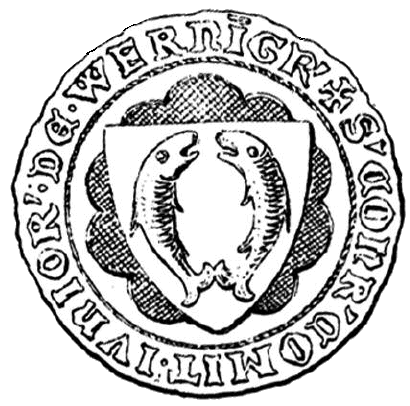
Conrad von Wernigerode 1386 1389 1390 1391

## Historische Siegel der Stadt Wernigerode

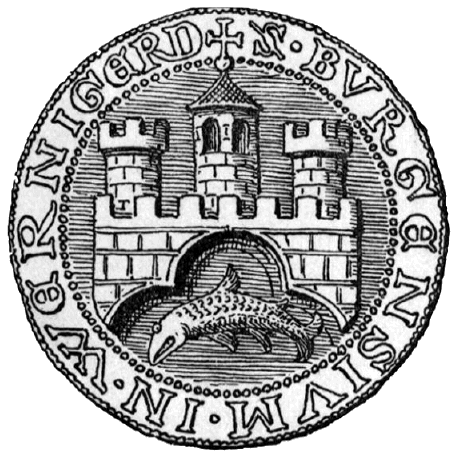
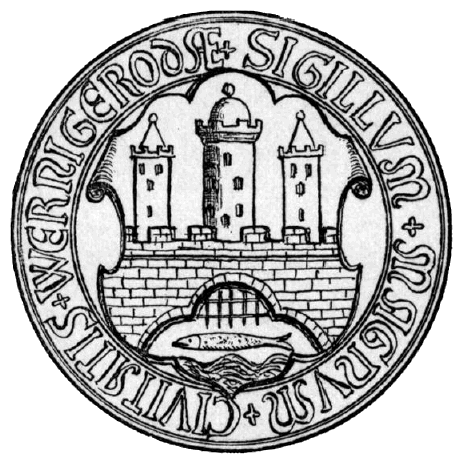
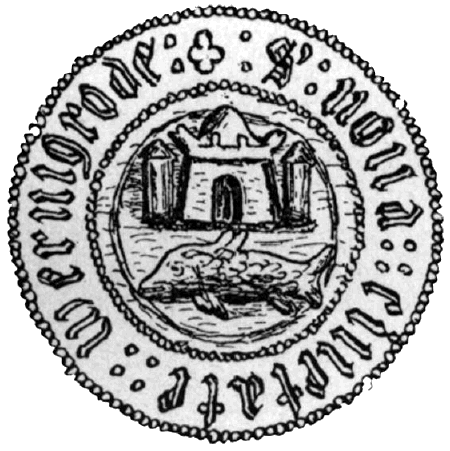
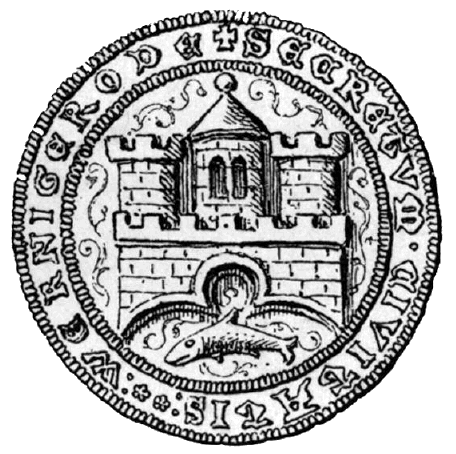
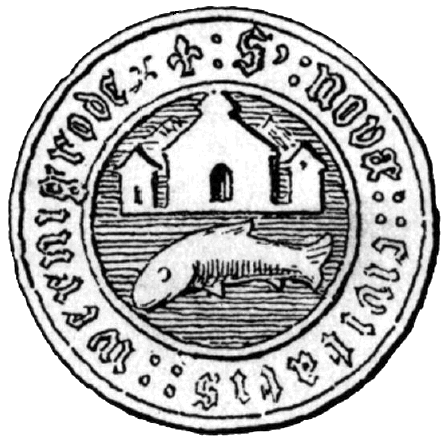
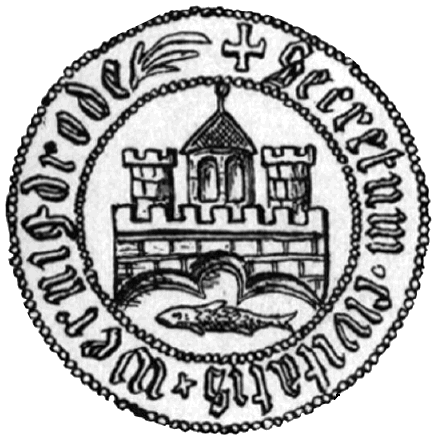
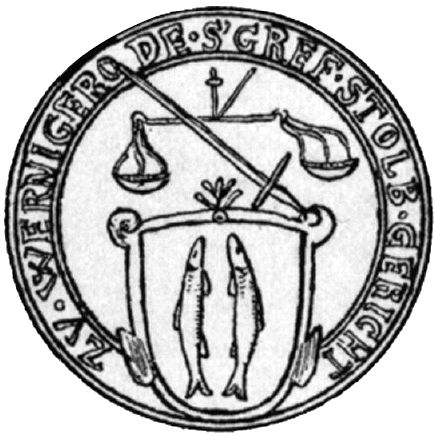

## Historische Wappen von Wernigerode

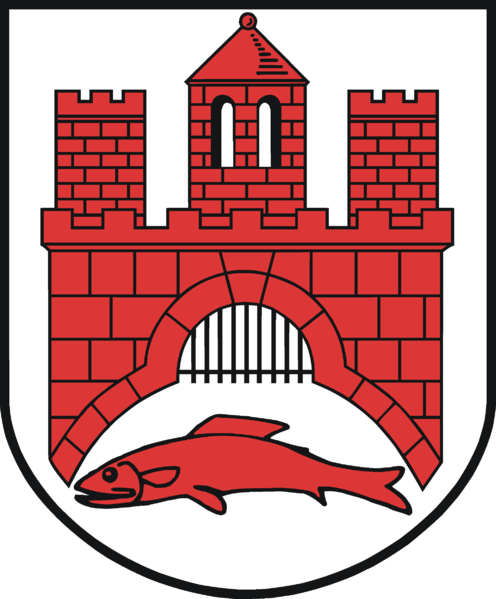
Wappen von Wernigerode bis 1995